# مؤتمر الدول الخمس
مؤتمر الدول الخمس هو مؤتمر لسلطات الهجرة في أستراليا وكندا ونيوزيلندا والمملكة المتحدة والولايات المتحدة الأمريكية. تعمل الدول الخمس معًا من أجل «تعزيز سلامة وأمن وكفاءة خدمات الهجرة والحدود الخاصة بهم» بما في ذلك مشاركة بعض مراكز طلبات التأشيرات الخارجية. في عام 2009 وافق مؤتمر الدول الخمس على بروتوكول مشاركة البيانات الذي يسهل مشاركة البيانات البيومترية لما يصل إلى 3.000 شخص سنويًا من أجل المساعدة في طلبات اللجوء.
السلطات المعنية هي:
- أستراليا: وزارة الشؤون الداخلية.
- كندا: دائرة الهجرة واللاجئين والمواطنة الكندية ووكالة خدمات الحدود الكندية.
- نيوزيلندا: الهجرة نيوزيلندا.
- المملكة المتحدة: وزارة الداخلية.
- الولايات المتحدة: وزارة الأمن الداخلي.